# ديفيد كورك (لاعب كرة قدم)
ديفيد كورك (بالإنجليزية: David Cork)‏ هو لاعب كرة قدم بريطاني في مركز الهجوم، ولد في 28 أكتوبر 1962 في دونكاستر في المملكة المتحدة. لعب مع سكونثورب يونايتد وغايس غوتنبرغ ونادي أرسنال ونادي بوسطن يونايتد ونادي دارلنجتون وهدرسفيلد تاون ووست بروميتش ألبيون.